# Championnat de France de rugby à XV 1938-1939
Navigation
1937-1938 1942-1943

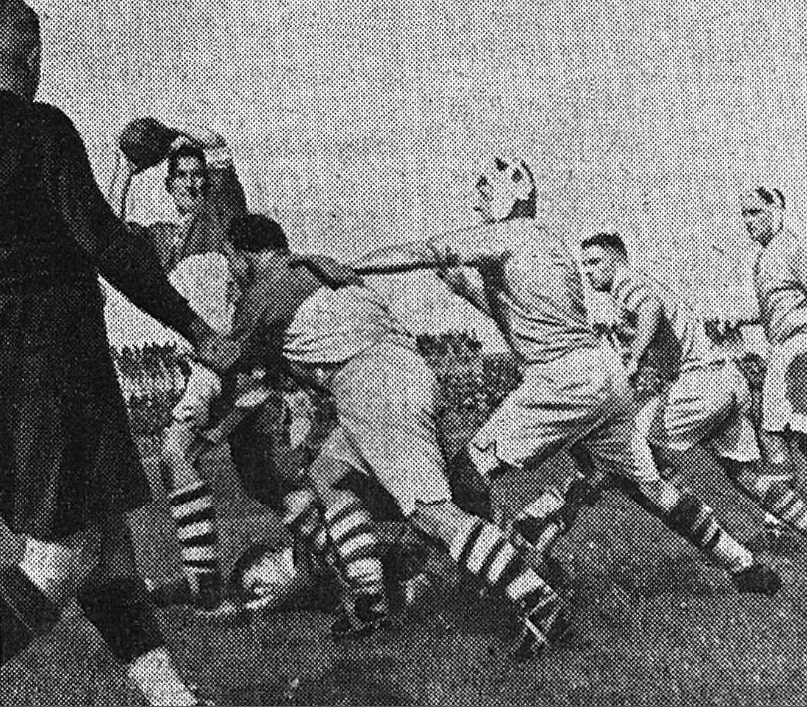
L'avant biarrot Étienne Ithurra passe son ballon.

Le championnat de France de rugby à XV de première division 1938-1939 est remporté par le Biarritz olympique qui bat l'USA Perpignan en finale. Le Biarritz olympique prend sa revanche de l'année précédente qui avait vu sa défaite contre Perpignan en finale.
Le championnat est disputé par 42 clubs répartis en six poules de sept. Les deux premiers de chaque poule ainsi que les quatre meilleurs troisièmes sont qualifiés pour disputer le tour final qui débute par des huitièmes de finale.

## Contexte
Le Tournoi britannique de rugby à XV 1939 est remporté par le Pays de Galles, la France est exclue.

## Poules de sept
On indique ci-après les huit poules de sept, le nom des clubs qualifiés pour les huitièmes de finale sont inscrits en vert, les repêchés sont en orange et les relégués, en division Honneur, en rouge.
En cas d'égalité de points au classement, le départage se fait en fonction du résultat du match entre les deux clubs concernés de la même poule.
Les phases de poules débutent le 18 décembre 1938 et se terminent le 19 mars 1939.
| no | Club            | Pts | G | N | D | Diff |
| -- | --------------- | --- | - | - | - | ---- |
| 1  | USA Perpignan   | 17  | 5 | 1 | 0 | +27  |
| 2  | RC Toulon       | 15  | 4 | 1 | 1 | +29  |
| 3  | Stade Piscénois | 12  | 2 | 2 | 2 | +2   |
| 4  | CS Vienne       | 12  | 2 | 2 | 2 | 0    |
| 5  | SO Avignon      | 11  | 2 | 1 | 3 | -8   |
| 6  | AS Béziers      | 9   | 1 | 1 | 4 | -24  |
| 7  | FC Lézignanais  | 8   | 0 | 2 | 4 | -26  |

| no | Club               | Pts | G | N | D | Diff |
| -- | ------------------ | --- | - | - | - | ---- |
| 1  | Biarritz Olympique | 16  | 5 | 0 | 1 | +40  |
| 2  | CA Périgourdin     | 15  | 4 | 1 | 1 | +24  |
| 3  | US Tyrosse         | 14  | 4 | 0 | 2 | +19  |
| 4  | Stade Toulousain   | 14  | 4 | 0 | 2 | +25  |
| 5  | CA Béglais         | 9   | 1 | 1 | 4 | -24  |
| 6  | UA Gujan-Metras    | 9   | 0 | 3 | 3 | -35  |
| 7  | AS Tarbaise        | 7   | 0 | 1 | 5 | -49  |

| no | Club              | Pts | G | N | D | Diff |
| -- | ----------------- | --- | - | - | - | ---- |
| 1  | AS Montferrand    | 16  | 4 | 2 | 0 | +54  |
| 2  | SU Agen           | 14  | 4 | 0 | 2 | +19  |
| 3  | CA Brive          | 11  | 2 | 1 | 3 | -6   |
| 4  | Stade Aurillacois | 12  | 3 | 0 | 3 | +6   |
| 5  | SC Decazevillois  | 11  | 2 | 1 | 3 | -16  |
| 6  | Paris UC          | 10  | 2 | 0 | 4 | -26  |
| 7  | UA Libourne       | 10  | 2 | 0 | 4 | -31  |

| no | Club             | Pts | G | N | D | Diff |
| -- | ---------------- | --- | - | - | - | ---- |
| 1  | Aviron Bayonnais | 18  | 6 | 0 | 0 | +89  |
| 2  | SC Tulle         | 15  | 4 | 1 | 1 | +8   |
| 3  | AS Soustons      | 13  | 3 | 1 | 2 | +20  |
| 4  | Stade Bordelais  | 12  | 3 | 0 | 3 | -4   |
| 5  | Stade Nantais    | 11  | 2 | 1 | 3 | -17  |
| 6  | SC Angoulême     | 9   | 1 | 1 | 4 | -35  |
| 7  | AS Carcassonne   | 6   | 0 | 0 | 6 | -61  |

| no | Club                        | Pts | G | N | D | Diff |
| -- | --------------------------- | --- | - | - | - | ---- |
| 1  | Saint-Girons SC             | 14  | 4 | 0 | 2 | +11  |
| 2  | Boucau-Stade                | 14  | 4 | 0 | 2 | -8   |
| 3  | US Thuir                    | 13  | 3 | 1 | 2 | +12  |
| 4  | Saint-Jean-de-Luz Olympique | 12  | 3 | 0 | 3 | -9   |
| 5  | Section Paloise             | 12  | 2 | 2 | 2 | +7   |
| 6  | Stadoceste Tarbais          | 11  | 2 | 1 | 3 | -1   |
| 7  | AS Bayonnaise               | 8   | 0 | 5 | 8 | -12  |

| no | Club           | Pts | G | N | D | Diff |
| -- | -------------- | --- | - | - | - | ---- |
| 1  | FC Grenoble    | 15  | 4 | 1 | 1 | +38  |
| 2  | Racing CF      | 15  | 4 | 1 | 1 | +9   |
| 3  | Lyon OU        | 13  | 2 | 3 | 1 | +3   |
| 4  | CS Lédoniens   | 13  | 3 | 1 | 2 | +5   |
| 5  | US Métro       | 11  | 2 | 1 | 3 | -15  |
| 6  | Stade Dijonais | 9   | 1 | 1 | 4 | -34  |
| 7  | RC Châlon      | 8   | 1 | 0 | 5 | -14  |

Source: https://www.retronews.fr/journal/la-petite-gironde/6-mars-1939/241/1525551/4?from=%2Fsearch%23allTerms%3Dthuir%2520soustons%26sort%3Dscore%26publishedStart%3D1939-03-01%26publishedEnd%3D1939-03-07%26page%3D1%26searchIn%3Dall%26total%3D16&index=0

## Barrages d'accession entre l'Excellence(D1) et l'Honneur(D2).
Sont disputés ici, les matchs d'accession entre la D1 et la D2 pour la saison suivante.
| Date         | Club d'Honneur         | Score | Club d'Excellence | Lieu         |
| ------------ | ---------------------- | ----- | ----------------- | ------------ |
| 26 mars 1939 | Olympique de Marseille | 7 - 0 | AS Carcassonne    | Valence      |
| 26 mars 1939 | FC Oloron              | 5 - 3 | AS Tarbaise       | Lourdes      |
| 26 mars 1939 | FC Lourdais            | 6 - 3 | FC Lézignanais    | Saint-Girons |

## Huitièmes de finale
19 mars 1939
| Lieu             | Équipe 1           | Équipe 2     | Résultat    |
| ---------------- | ------------------ | ------------ | ----------- |
| Perpignan        | Aviron bayonnais   | Lyon OU      | 9-0         |
| Toulouse         | USA Perpignan      | US Tyrosse   | 13-11       |
| Périgueux        | AS Montferrand     | AS Soustons  | 14-11 (a.p) |
| Aurillac         | Biarritz olympique | US Thuir     | 7-0         |
| Clermont-Ferrand | FC Grenoble        | Boucau stade | 3-4         |
| Tarbes           | Saint-Girons SC    | SU Agen      | 0-3         |
| Béziers          | SC Tulle           | RC Toulon    | 3-6         |
| Nantes           | Racing CF          | CA Périgueux | 14-13       |

Source: http://images.midi.bibliotheque.toulouse.fr/1939/B315556101_MIDSOC_1939_03_20.pdf

## Quarts de finale
2 avril 1939
| Lieu     | Équipe 1           | Équipe 2         | Résultat |
| -------- | ------------------ | ---------------- | -------- |
| Béziers  | SU Agen            | Boucau stade     | 9-5      |
| Bordeaux | Biarritz olympique | AS Montferrand   | 5-3      |
| Grenoble | USA Perpignan      | Racing CF        | 3-0      |
| Toulouse | RC Toulon          | Aviron bayonnais | 13-0     |

Source: http://images.midi.bibliotheque.toulouse.fr/1939/B315556101_MIDSOC_1939_04_03.pdf

## Demi-finales
16 avril 1939
| Lieu  | Équipe 1           | Équipe 2  | Résultat    |
| ----- | ------------------ | --------- | ----------- |
| Paris | USA Perpignan      | SU Agen   | 14-6 (a.p.) |
| Lyon  | Biarritz olympique | RC Toulon | 7-0         |

Le match Perpignan-Agen est marqué par un beau geste de fair-play de Charles Calbet.

## Finale
| Équipes            | Biarritz olympique - USA Perpignan |
| Score              | 6 - 0 |
| Date               | 30 avril 1939 |
| Stade              | Stade des Ponts Jumeaux, Toulouse |
| Arbitre            | Paul Bergès |
| Les équipes        | |
| Biarritz olympique | Francis Daguerre, André Henon, Alfred Guiné, Auguste Lassalle, Étienne Ithurra, Fernand Muniain, Louis Lascaray, Jean Leguay, Roger Boubé, Henri Haget , Pierre Pastor, Gabriel Haget, Louis Hatchondo, Henri Sorondo, Rémy Sallenave |
| USA Perpignan      | Jean Calvet, Camille Monceau, Sauveur Moly, Marcel Llary, Joseph Henric, Henri Gras, Lucien Boulé, Jacques Palat, André Abnat, Gilbert Lavail, Joseph Pagès, Noël Brazès , Hubert Marty, Frédéric Trescases, Paul Porical             |
| Points marqués     | |
| Biarritz olympique | 2 essais de Sorondo |
| USA Perpignan      | |

Les deux équipes sont à égalité à la fin du temps réglementaire (0-0), le Biarritz olympique l'emporte pendant les prolongations en marquant deux essais.